# المدور (صيد)

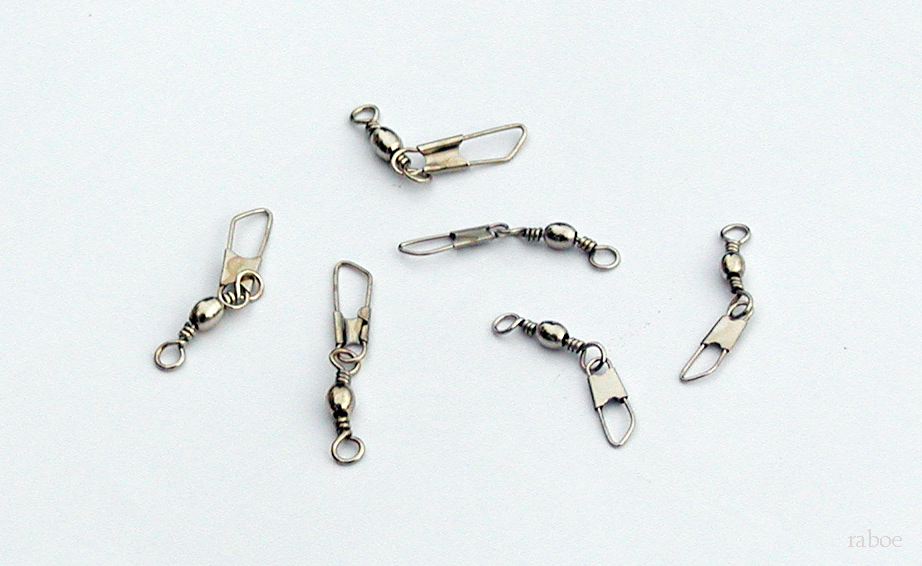
المدور

المدور هو جهاز صغير يتكون من حلقتين متصلتين بمفصل محوري. عادة ما يكون الجهاز مصنوعًا من المعدن، وعادة ما يكون المفصل المحوري على شكل كرة. يرتبط الخيط والقصبة بطرف واحد الذي ينتهي غالبًا بخطاف أو إغراء أو غاطس، بالطرف الآخر. الغرض الرئيسي منه هو فكه أثناء استرجاع الخيط، مما يمنع التشابك غير المرغوب فيه.

## روابط خارجية
- أمثلة على مدور الصيد .